# Stathis Giallelis
Stathis Giallelis (21 gennaio 1941) è un attore greco.
Conosciuto soprattutto per la sua interpretazione nel film Il ribelle dell'Anatolia (1963) di Elia Kazan per cui ottenne la candidatura al Golden Globe per il miglior attore in un film drammatico nel 1964. Tra gli altri suoi film, da ricordare Combattenti della notte (1966) di Melville Shavelson e El ojo de la cerradura (1966) di Leopoldo Torre Nilsson.

## Filmografia
- Giovani prede (Mikres Afrodites), regia di Nikos Koundouros (1963)
- Il ribelle dell'Anatolia (America America), regia di Elia Kazan (1963)
- Act of reprisal regia di Erricos Andreou e Robert Tronson (1964)
- Combattenti della notte (Cast a Giant Shadow), regia di Melville Shavelson (1966)
- El ojo de la cerradura, regia di Leopoldo Torre Nilsson (1966)
- Due occhi di ghiaccio (Blue), regia di Silvio Narizzano (1968)
- Rekvijem, regia di Caslav Damjanovic (1970)
- I dokimi, regia di Jules Dassin (1974)
- Happy day, regia di Pantelis Voulgaris (1976)
- I figli di Sanchez (The children of Sanchez), regia di Hall Bartlett (1978)
- Panagulis vive, regia di Giuseppe Ferrara (1980) - versione per il cinema
- To tragoudi tis epistrofis, regia di Yannis Smaragdis (1983)

## Televisione
- Panagulis vive, regia di Giuseppe Ferrara, 4 episodi, dal 7 al 18 aprile 1982.

## Doppiatori italiani
Nelle versioni in italiano delle opere in cui ha recitato, Stathis Gialles è stato doppiato da:
- Luciano De Ambrosis in Due occhi di ghiaccio
- Massimo Lodolo ne I figli di Sanchez
- Francesco Carnelutti in Panagulis vive